# Gian Paolo Osio
Gian Paolo Osio, vero nome Giovanni Paolo Osio (Milano, 1572 – Milano, 1608) è stato un nobile e criminale italiano.

## Biografia

### Infanzia
Gian Paolo Osio nacque a Milano nel 1572 in una famiglia di stirpe longobarda che, sotto i Visconti e dopo, si trasferì nella Brianza, principalmente a Monza, Vedano al Lambro e Biassono..

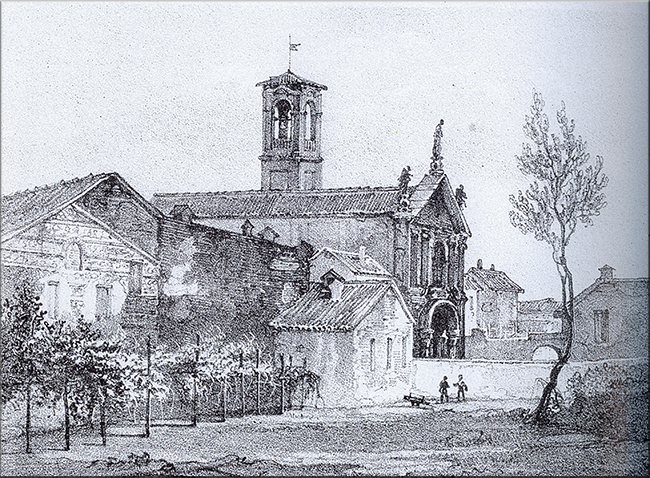
L'antico monastero di Santa Margherita a Monza

Il padre di Gian Paolo, Giovan Paolo Osio, fu conte del feudo di Usmate Velate durante il dominio spagnolo e risiedette in un castello andato perduto. Acquistò inoltre una residenza nei pressi del monastero di Santa Margherita a Monza. Il fratello Cesare si rifugiò nella Repubblica di Venezia in seguito a un delitto, dove morì in circostanze violente.

### Relazione con la Monaca di Monza

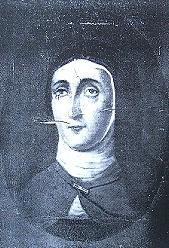
Probabile ritratto di suor Virginia de Leyva

Nel 1597 Osio fu coinvolto nella morte di Giuseppe Molteno, gabelliere dei De Leyva a Monza. Dopo una parentesi lontano, fece ritorno in città, beneficiando di un'indulgenza concessa da suor Virginia Maria de Leyva, nota come la Monaca di Monza, grazie all'intervento della badessa Francesca Imbresaga, amica della madre di Osio. Tra Gian Paolo e suor Virginia nacque una relazione durata circa dieci anni, favorita anche dal parroco Paolo Arrigone. La coppia ebbe due figli: uno morto alla nascita e Alma Francesca Margherita, nata l'8 agosto 1604 e affidata alla nonna paterna Sofia Bernareggi.

### Processo
Nel corso della relazione si susseguirono morte sospette nel convento, tra cui quella della conversa Caterina Cassini da Meda, suor Benedetta Homati e del farmacista Rainerio Roncino, quest'ultimo deceduto in seguito a un colpo d'archibugio esploso da un uomo noto come "il Rosso". Nel 1607 Osio fu processato in contumacia e condannato a morte per squartamento. Suor Virginia fu processata separatamente il 17 ottobre 1608 e condannata a reclusione nel convento milanese di Santa Valeria .

### Morte
Dopo la condanna a morte in contumacia nel 1607, Osio trovò rifugio a Milano presso il senatore Ludovico Taverna (1566-1618), figura influente nel Senato di Milano e appartenente al ramo dei conti palatini della famiglia Taverna. Secondo una tradizione attestata da fonti successive, fu proprio nel palazzo milanese del senatore, oggi noto come Palazzo Isimbardi, che Gian Paolo Osio fu ucciso, probabilmente nei sotterranei dell'edificio.
Alcuni resoconti sostengono che gli fu concesso di confessarsi prima della morte, e che il corpo fu poi murato in una cavità. Le fonti non concordano sui motivi dell'uccisione: secondo alcune interpretazioni, si sarebbe trattato di una scelta dettata da ragioni politiche e di opportunità, più che dal desiderio di incassare la taglia. Una leggenda popolare, sviluppatasi nei secoli successivi, racconta che lo spirito di Osio vagherebbe ancora nei sotterranei del palazzo.

## Commento storiografico
Lo storico Giuseppe Ripamonti (1573-1643), cronista al servizio del cardinale Federico Borromeo, descrisse Gian Paolo Osio nella sua Historia patriae con queste parole:
(Giuseppe Ripamonti, Historia patriae, Milano, 1641.)

## Osio nella letteratura e nel cinema

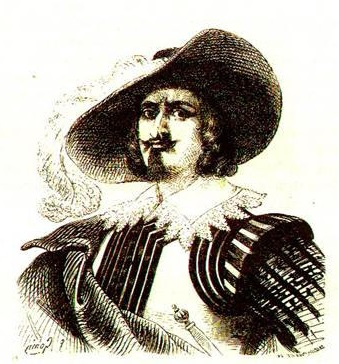
Il personaggio di Egidio, ispirato alla figura di Gian Paolo Osio, in un'illustrazione tratta dai Promessi sposi

- Nel romanzo I promessi sposi, opera di Alessandro Manzoni, Osio assume il nome di Egidio ed è l'amante della monaca di Monza, qui chiamata Gertrude.
- Osio è stato interpretato da Gabriele Ferzetti nel film La monaca di Monza del 1962[9], da Antonio Sabàto  nel film La monaca di Monza del 1969, da Mario Cutini nel film La vera storia della monaca di Monza del 1980, da Alessandro Gassman nel film La monaca di Monza del 1987, da Helmut Berger nella miniserie I promessi sposi del 1989 e da Stefano Dionisi nella fiction Virginia, la monaca di Monza del 2007.[10]